# Tarnopol-Offensive
1914

Ostpreußische Operation (Stallupönen, Gumbinnen, Tannenberg, Masurische Seen) – Galizien (Kraśnik, Komarów, Gnila Lipa, Lemberg,
Rawa Ruska) – Przemyśl – Weichsel – Krakau – Łódź – Limanowa–Lapanow – Karpaten
1915

Humin – Masuren – Zwinin – Przasnysz – Gorlice-Tarnów – Bug-Offensive – Narew-Offensive – Großer Rückzug – Nowogeorgiewsk – Rowno – Swenziany-Offensive
1916

Naratsch-See – Brussilow-Offensive – Baranowitschi-Offensive
1917

Aa – Kerenski-Offensive (Zborów) – Tarnopol-Offensive – Riga – Unternehmen Albion
1918

Operation Faustschlag – Krim
Die Ende Juli 1917 angesetzte Tarnopol-Offensive, bezeichnet eine erfolgreiche Gegenoffensive der Mittelmächte im südlichen Abschnitt der Ostfront des Ersten Weltkrieges. Die Anfang Juli 1917 eingeleitete russische Sommeroffensive des russischen Kriegsministers Kerenski hatte ihr Angriffsziel Lemberg nicht erreichen können. Die Gegenoffensive wurde mit der Durchbruchschlacht zwischen Zalosce und Zborow am 19. Juli eingeleitet. Auflösungserscheinungen der russischen Armee begünstigten den Angriff, am 25. Juli fiel die Grenzstadt Tarnopol in die Hände der Mittelmächte. Der Angriff wurde mit der Rückeroberung der Bukowina fortgeführt und endete erst am 15. August mit der Wiedergewinnung der im September 1914 verlorenen Gebiete Ostgaliziens. Bis Ende August konnten die Truppen der russischen Südwestfront auf den Zbrucz-Abschnitt zurückgedrängt werden, hier begann neuerlich der Stellungskrieg, bis der Friedensvertrag von Brest-Litowsk den Krieg im Osten im Frühjahr 1918 beendete.

## Angriffsvorbereitungen

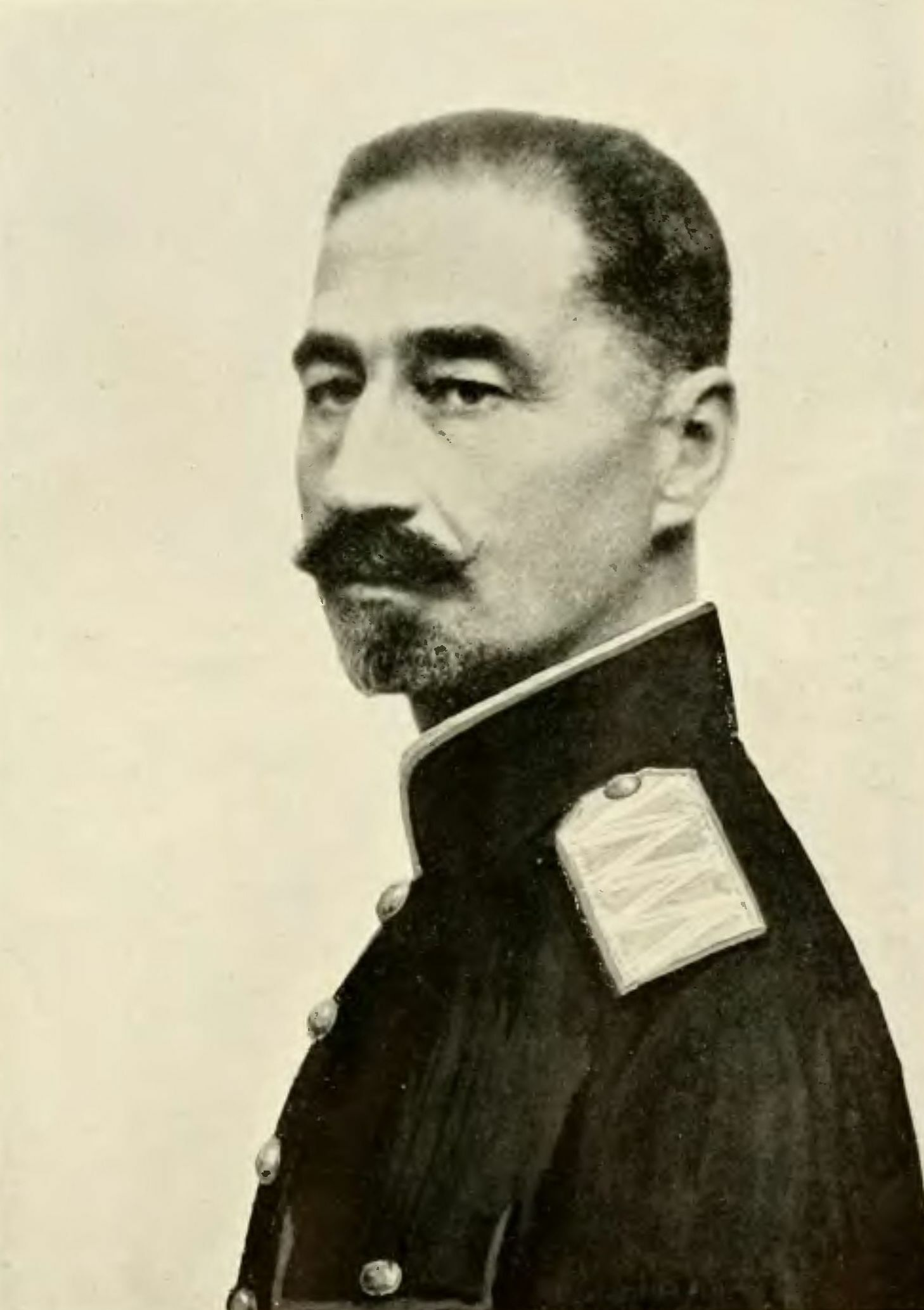
General Iwan Georgjewitsch Erdeli, Oberbefehlshaber der russischen 11. Armee wurde nach dem Scheitern der Kerenski-Offensive abgelöst

Bereits am 18. Juli war dem russischen Oberbefehlshaber General Brussilow klar geworden, das seine letzte Großoffensive völlig festgelaufen war und seine Tage im Kriegsrat Kerenskis gezählt waren. Die im Raum Brody stehende russische 11. Armee unter General Iwan Erdeli deckte das westliche Vorfeld von Tarnopol. Gegenüber der bewährten Südarmee unter General der Infanterie von Bothmer stand in den unveränderten Stellungen von Anfang Juli zwischen Brzezany und bis Halicz am Dnister die russische 7. Armee. Südlich des Flusses stand die russische 8. Armee noch im Angriff im Raum Kalusz. In der Bukowina und den Waldkarpaten verblieb die südlicher folgende russische 9. Armee unter General Georgi Stupin noch defensiv.
Am 14. Juli hatte der deutsche Oberbefehlshaber Ost, Generalfeldmarschall Leopold von Bayern, mit seinem Stab sein Hauptquartier von Brest-Litowsk nach Zloczow verlegt, um der bedrohten Front näher zu sein. Die deutsche Heeresleitung plante noch während der russischen Angriffe bei Kalusz eine eigene Gegenoffensive in Ostgalizien anzusetzen. Von der Westfront waren dafür seit Anfang Juli sechs Divisionen zusätzlich nach Galizien herangeführt worden. Der Angriff erfolgte im Zusammenwirken mit der im Angriffsabschnitt befehlshabenden österreichisch-ungarischen Heeresgruppe Böhm–Ermolli. Der preußische General von Winckler, Befehlshaber des deutschen I. Armee-Korps (Abschnitt Zloczow), übernahm die Führung einer Angriffsgruppe, deren Schwerpunkt nördlich Zborow lag und welche die russische Front in Richtung auf Tarnopol zu durchbrechen hatte. Winckler standen dafür am ersten Angriffstag elf deutsche und anderthalb österreichisch-ungarische Divisionen mit 124,5  Bataillonen, 24 Schwadronen und 219 Batterien zur Verfügung. Die Armeegruppe Winckler wurde zwischen der k.u.k. 4. Armee und der Südarmee anstelle der k.u.k. 2. Armee eingeführt und übernahm den Abschnitt des in der Kerenski-Offensive geschlagenen k.u.k. IX. Korps. Nach dem erfolgten Durchbruch sollte entsprechend der Frontlage der Stoßkeil mit etwa 30.000 Mann verstärkt und auch die Breite des Durchbruches durch das Vorgehen der südlicher anschließenden etwa 150.000 Mann starken Südarmee vergrößert werden. Wegen einer regnerischen Periode war der Aufmarsch schwierig, ebenso die schlechte Nachschublage – ausreichendes Pferdefutter war knapp.

## Aufmarsch der Mittelmächte
Für den Gegenangriff der Mittelmächte wurden vier Korpsgruppen bereitgestellt:
- Den Hauptstoß führte das XXIII. Reserve-Korps unter General Hugo von Kathen mit der k.u.k. 33. Division (Iwanski), der deutschen 1. (Eitel Friedrich von Preußen) und 2. Garde-Division (Friedrich von Friedeburg), sowie der 6. Division (Herhut von Rohden).
- Dahinter folgten im zweiten Treffen die Gruppe Berrer (Generalkommando 51)  mit der 5. (Hasso von Wedel) und 22. Infanterie-Division (Kurt Kruge) als Reserve. Dahinter versammelte sich die 42. Infanterie-Division (Ludwig von Estorff) und die 92. Infanterie-Division (Theodor Melior) bei Zloczow als Armeereserve.
- Im Zentrum sollte die Gruppe Wilhelmi mit der deutschen 197. und 237. Division (Jacobi) und Reste der k.u.k. 32. (FML Willerding) und 19. Division (FML Böltz) einen Nebenangriff bei Zborow führen. Am rechten Flügel – etwa zwischen Zborow und Konjuchi – stand das Beskidenkorps (Max Paul Hofmann) mit der sächsischen 96. (von der Decken) und der 223. Infanterie-Division (Haernick).

Dem Angriff sollte sich später im Süden die deutsche Südarmee des General der Infanterie Felix von Bothmer anschließen:
- Links das k.u.k. XXV. Korps (Peter Hofmann) mit der 54. (von Severus) und 55. Division (Unschuld)
- In der Mitte mit dem XXV. Reserve-Korps unter General von Heineccius mit der 241. Infanterie-Division, der 4. Ersatz-Division (von Werder) und der 15. Reserve-Division (Limburg).
- Rechts war das XXVII. Reserve-Korps unter General der Kavallerie Krug von Nidda angesetzt. Ihm unterstanden die 53. (Leuthold) und 24. Reserve-Division (Morgenstern-Döring) und die k.u.k. 38. Honved-Division (Molnar).

Am Südufer des Dnjestr rang währenddessen die schwer angeschlagene k.u.k 3. Armee in der Schlacht von Kalusz, nach der Ablöse von Karl Tersztyánszky von Nádas wurde sie ab 12. Juli von Generaloberst Karl Křitek geführt. Am linken Flügel der 3. Armee stand im Krisenherd Kalusz seit dem 15. Juli die deutsche Korpsgruppe Litzmann (Generalkommando XXXX. Reserve-Korps), welcher über die deutsche 83. Infanterie-Division (Stumpff) und die k.u.k. 15. Division (von Ausch) verfügte und jetzt zudem die 16. Reserve-Division (Sieger) sowie die bayerische 8. Reserve-Division zugeteilt bekam. Rechts bildete die ungarische Gruppe Hadfy (XXVI. Korps) mit der 42. Honved-Division, der k.u.k. 16. (von Kaltenborn) und 36. Division zusammen mit der selbständig bis zum Pantyr-Pass operierenden 5. Division (Felix) einen Defensivflügel.  Hier erfolgte die Trennlinie zur k.u.k. 7. Armee unter General Kövess, welche mit dem deutschen Karpathenkorps unter Richard von Conta die Waldkarpaten deckte.

## Verlauf der deutschen Gegenoffensive

### Durchbruchschlacht bei Zalosce ab 19. Juli

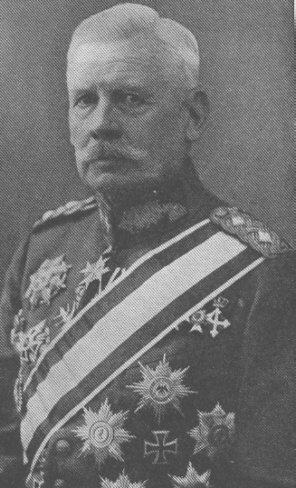
Arnold von Winckler, Führer der Angriffsgruppe gegen Tarnopol

Am 19. Juli um 3 Uhr früh leitete ein siebenstündiger Artillerieschlag mit 600 Geschützen sowie 180 Minenwerfern den Angriff der Angriffsgruppe Winckler zwischen Zborów und Zwyżyn ein. Der deutsche Gegenangriff wurde auf nur 5 Kilometer Breite angesetzt und mit 92.500 Mann, 2.300 Reitern, 935 Geschützen und 1173 Maschinengewehren ausgeführt.
Gegen 10 Uhr erfolgte der kraftvolle Infanteriestoß des deutschen XXIII. Reserve-Korps. Links angesetzt war die k.u.k. 33. Division zwischen dem Sereth bei Ratyszcze bis Zwyzyn, in der Mitte die 1. und 2. Garde-Division bei Manajow, die 6. Division dahinter. Zwischen Perepelniki bis etwa 15 Kilometer nördlich von Zborow bei Jaroslawice, schloss rechts die „Gruppe Wilhelmi“ mit der 197. Infanterie-Division an. Die k.u.k. 33. Division begleitete den Angriff am linken Flügel und bildete nach dem Durchbruch den Flankenschutz nach Norden zum Sereth. Der erste Durchbruch auf etwa 5 Kilometer Breite gelang im Abschnitt der 6. Grenadier-Division bei der russischen 11. Armee. Infolge wichen auch die Truppen des russischen XXV. Korps auf Zalośce zurück. Die deutsche 6. Division nahm Harbuzów und die Höhen bei Troscianiec und westlich von Ratyszcze. Die 2. Garde-Division erstürmte nachmittags Ratyszcze. Die 1. Garde-Division erreichte den Wald von Brodki, bis Abend wurde die Linie Troscianec-Zaloczke erreicht und Übergänge über die Smolanka erreicht. Rechts wurde das Korps Berrer (5. und 22. Division) durch Stauungen und Kreuzungen mit den hinteren Teilen der 6. Division in einer versumpften Serethniederung aufgehalten, während es der 5. Division in südöstlicher Richtung gelang, gegen den Ort Olejów vorzudringen. Die „Gruppe Wilhelmi“ hatte dem russischen XVII. Korps die Höhen bei Zborów entrissen, sie hatte bereits zuvor Zlota Gora und die Wertepy-Höhe genommen, das russische XVII. Korps (3. und 35. Division) wurde geschlagen. Unterstützende Angriffe im Süden durch die 223. Infanterie-Division des Beskidenkorps drangen im Kampf mit dem russischen V. Korps in Koniuchy ein. Bis zum Abend war der Durchbruch auf 15 Kilometer Breite und 6 Kilometer Tiefe erzwungen, die Höhen beiderseits Olejów und Zalosce waren erreicht. 2900 Gefangene und zehn Geschütze wurden eingebracht, zunehmende Auflösungserscheinungen bei den Russen wurden sichtbar.

### 20. Juli

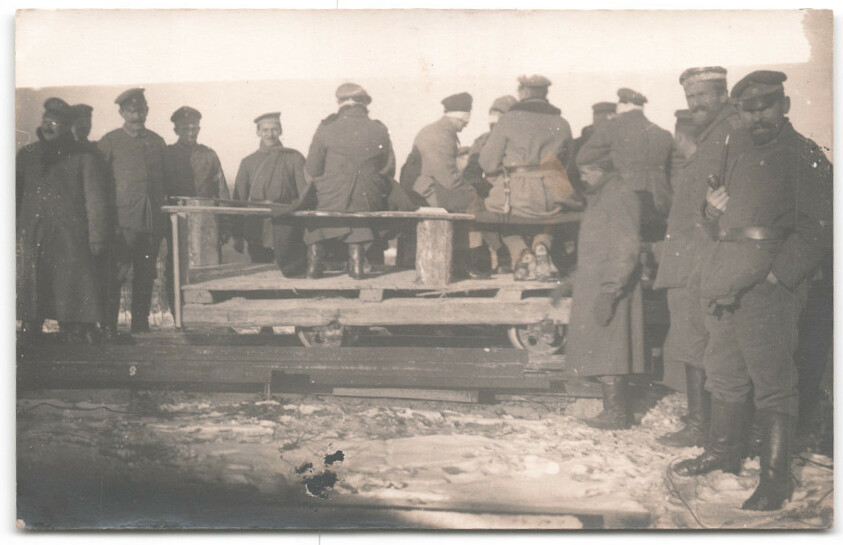
Russische Parlamentäre fahren mit verbundenen Augen auf der Feldbahn bei Halicz zu Verhandlungen über den Waffenstillstand des Ersten Weltkriegs zum deutschen Regimentsstand

Am 20. Juli ging der Angriff Wincklers planmäßig weiter. Die Gruppe Wilhelmi sowie das Korps Berrer stießen am 20. Juli weiter gegen Südosten vor und erzielten südlich des Sereth einen neuerlichen Raumgewinn von 16 Kilometer Tiefe. Der Oberbefehlshaber der russischen 11. Armee warf vergeblich seine Reserve, das XXXXIX. Korps, in den Kampf. Ein großer Teil der russischen Soldaten lehnte es ab, nochmals anzugreifen und desertierte. Das russische XVII. Korps räumte, ohne Widerstand zu leisten, seine Stellungen und ging zum Sereth zurück. Das russische V. Korps war dadurch an seiner Nordflanke durch Umfassung bedroht und musste auf die Linie Konjuchi—Kuklince zurückgehen. Das der russischen 7. Armee unterstellte VI. Korps sollte seinen rechten Flügel auf Budylow zurücknehmen und von Süden her in Flanke des durchgebrochenen Gegners angreifen. Das russische V. Korps ging bereits über Kozlow auf Myszkowice zurück. Eine Lücke von 40 Kilometern war in der russischen Front zwischen Mikulince und der Strypa geöffnet. Unter dem Druck vor der Front und aus dem Norden zog sich auch die russische 7. Armee vor der Südarmee aus den Positionen westlich von Halicz zurück. Vor der 96. und 223. Infanterie-Division begann das russische VI. Korps seine Stellungen zu räumen, das deutsche Beskidenkorps rückte auf Augustowka und Jozefowka nach. Gleichzeitig versuchte das  k.u.k. XXV. Korps die Wiedereinnahme der alten Stellung bei Byszki am Konjuchibach, um das Vorwärtskommen der deutschen 223. Infanterie-Division bei Konjuchi zu erleichtern. In der Nacht löste General von Bothmer die 15. Reserve-Division aus ihrem südlicheren Frontabschnitt beim XXV. Reserve-Korps, um am linken Flügel der Südarmee eine Reserve zur Verfügung zu haben.

### 21. Juli
Am 21. Juli stellte Feldmarschall Leopold von Bayern der Angriffsgruppe unter General Winckler zum Flankenschutz am Sereth die 92. Infanterie-Division zur Verfügung und sandte auch die 42. Infanterie-Division dem durchgebrochenen XXIII. Reserve-Korps nach. Wincklers Angriff zwischen Strypa und Sereth in südöstlicher Richtung wurde fortgesetzt. Wincklers Truppen stießen entlang der Straße nach Tarnopol und am südlichen Serethufer vor und brachen den gegnerischen Widerstand. Die 5. und 6. Division, die 22., 42., 92., 96. und 223. Infanterie-Division verfolgten nebeneinander und tiefgestaffelt. Die Korpsgruppen Kathen, Wilhelmi und Berrer waren bereits an der Linie Budylow, Kozlow in das westliche Vorfeld von Tarnopol vorgedrungen. Das zurückgegangene russische V. Korps machte auf dem Ostufer des Sereth für neuerlichen Widerstand wieder halt. Der Befehlshaber der russischen 8. Armee, General Lawr Kornilow, dirigierte jetzt seine Reserve in Ostgalizien, das XXXIV. und XXXXV. Korps, in die aufgerissene Bresche zwischen der 7. und der 11. Armee.

### Politisches Zwischenspiel

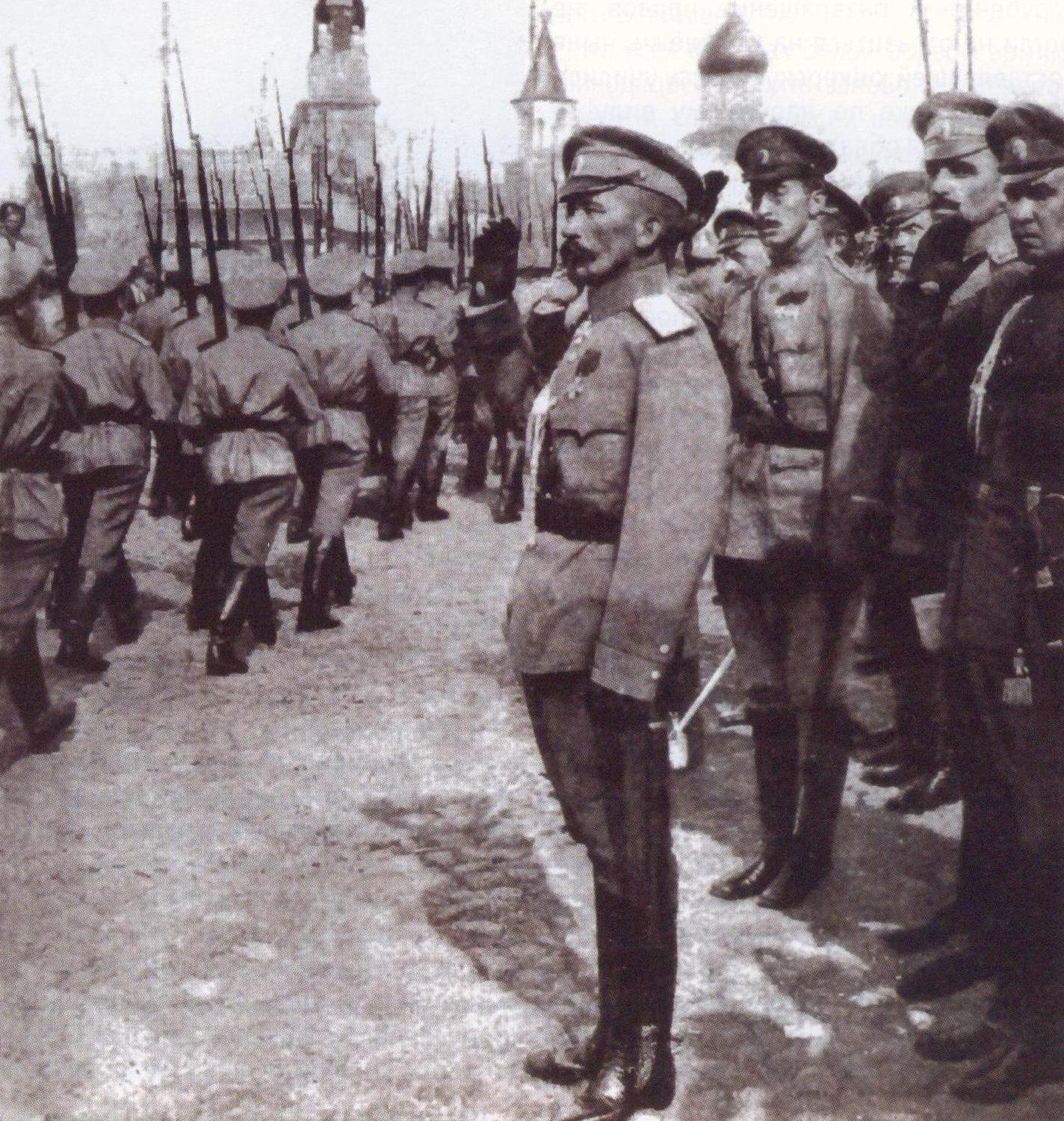
General Lawr Kornilow

Mitte Juli waren in Petrograd Aufstände (Juliaufstand) gegen die Regierung ausgebrochen, Truppen der Westfront mussten zum Schutz der Hauptstadt aus der Front gezogen werden. Die starke Strömung der Bolschewiki hatte das Proletariat bereits mit sich fortgerissen. Die Regierungstruppen setzten gegen die radikalen Demonstranten Maschinengewehre ein, es gab hunderte Tote. Ministerpräsident Lwow trat infolge zurück und wurde am 21. Juli durch Kerenski als neuen Chef der Provisorischen Regierung abgelöst. Kerenski blieb gleichzeitig Kriegsminister und konnte sich vorerst behaupten. An der Durchbruchsfront erfolgten Massenhinrichtungen, auf den Leichen der Erschossenen wurde zur Abschreckung Zettel mit der Aufschrift „Deserteur“ angebracht. Kerenski ersetzte General Gutor als Oberbefehlshaber der Südwestfront, jetzt bekam Lawr Kornilow dessen Stelle, die 8. Armee wurde jetzt General Tscheremisow übertragen. General Erdeli, der Führer der geschlagenen 11. Armee, übernahm den Befehl über die nördlicher stehende Besondere Armee, während deren bisheriger Führer, General Pjotr Balujew, die 11. Armee übernahm und die Verteidigung des bedrohten Tarnopol vorbereitete. Der in den Waldkarpathen stehende südliche Flügel der 8. Armee (XI., XXIII. und XVIII. Korps) trat am 23. Juli in den Verband der neu eingeschobenen 1. Armee unter General Wannowski über.
Der neue Oberbefehlshaber der Südwestfront, General Kornilow, forderte von der Provisorischen Regierung die Einführung der Todesstrafe im Bereich der kämpfenden Armeen.

## Angriffsschlacht auf Tarnopol

### 22. Juli
Die russische 11. Armee war über die Bahnlinie Kozowa-Tarnopol zurückgegangen. 32 Kilometer südlich von Brody wurden die deutschen Divisionen vorübergehend von starken Nachhuten aufgehalten. Am westlichen Sereth-Ufer versammelten sich drei russische Korps (XVII., XXIV., XXXXIX.) zwischen Zalośce und Tarnopol zum neuerlichen Widerstand. Das 1. Garde-Korps unter General Mai-Majewski hielt am westlichen Sereth-Ufer einen stark besetzten Brückenkopf bei Tarnopol.
Die Armeegruppe Winckler bereitete den Angriff auf Tarnopol sorgsam vor: neben der neugebildeten Gruppe Melior (k.u.k. 33. Division) und der deutschen 92. Infanterie-Division, dem XXIII. Reserve-Korps (6. Division, 1. und 2. Garde-Division) sowie dem Korps Berrer (22. und 5. Division) wurde ihr die 42. Division (von Estorff) nachgeführt. Die 2. Garde-Division (Friedeburg) übernahm am Westufer des Sereth den Flankenschutz nach Nordosten, die 92. Division deckte beiderseits von Zalośce. Ganz links hatte die k.u.k. 33. Division unter General Iwanski zwischen Ratyszcze und Zwyżyn Abwehrstellungen gegen russische Angriffe aus dem Norden aufzubauen. Das russische V. Korps versammelte sich bei Myszkowice südlich von Tarnopol; zwischen ihm und dem rechten Flügel der 7. Armee (VI. Korps) war die Front noch weit aufgerissen. Das aus Trembowla heranbefohlene XXXXV. Korps erreichte den Raum von Tarnopol. Die Gruppe Wilhelmi und das Beskidenkorps verfolgten scharf über Kozłow und Budylow und überschritten ebenfalls die Bahnlinie Kozowa—Tarnopol. Das AOK 7 versuchte vergeblich mit dem aus dem Raum Podhajce herangeführten XXXIV. Korps die Lücke zwischen dem Sereth und der Strypa zu schließen.

### 23. Juli
Westlich von Tarnopol konnte die 1. Garde-Division den starken Widerstand des russischen Gardekorps nicht sofort überwinden. Südlich von Tarnopol wurde der Sereth von der deutschen 6. Division erreicht, Truppen des Generalkommando 51 setzten sich bei Mikulince—Strusow bereits auf dem rechten Ufer fest. Während der Südflügel der k.u.k. 2. Armee zwischen Strusow und Ratyszcze nach Osten gegen versteifenden russischen Widerstand Front machte, schwenkten die Gruppe Wilhelmi und das Beskidenkorps zwischen dem Sereth und der Strypa nach Süden ein. Das entgegengeworfene XXXIV. Korps unter dem General Skoropadski, verstärkt durch die 104. Division, vermochte die Deutschen zwischen Mikulińce und Burkanów nicht lange aufzuhalten, kampflos verließen bereits tausende russischer Soldaten ihre Gräben. Das XXXIV. Korps flüchtete auf Trembowla zurück, worauf auch die übrigen Teile der 7. Armee, das VI., das XLI., das VII. Sibirische und das XXII. (Finnische) Korps, den Rückzug über Burkanow und Podhajce auf Olesza und Monasterzyska fortsetzten. Die Gruppe Wilhelmi und das Beskidenkorps traten am Abend des Tages unter den Befehl der Südarmee.

### 24. Juli
Am 24. Juli befahl Kornilow den nördlich des Pripjat stehenden Armeen, alle Entlastungsangriffe einzustellen. Der Oberbefehlshaber der Westfront hatte eiligst das X. Korps und die rumänische Front das XXIX. Korps zur Verstärkung der bedrängten Front nach Galizien abzugeben. Kornilow versuchte seine Reserven gegen die Durchbruchsstelle zu entsenden, gegebene Befehle wurden aber nicht mehr befolgt: die Masse des russischen Heeres wollte nicht mehr weiterkämpfen. Allein im Gebiete von Woloczysk waren 12.000 Fahnenflüchtige abmarschiert und veranstalteten auf ihrem Rückzug Plünderungen und Gräueltaten. Auf dem linken Flügel der Südarmee brach die jetzt dort kämpfende 197. Infanterie-Division den feindlichen Widerstand südlich von Darachów. Das Beskidenkorps wies russische Gegenstöße östlich von Burkanow und bei Chmielowka ab.

### 25. bis 27. Juli
Während der linke Flügel der russischen 7. Armee und der rechte Flügel der 8. Armee auf die Linie Budzanów—Buczacz—Niżniów zurückgingen, hatte sich die 11. Armee am Sereth zur Gegenwehr aufgerafft. Das Korps Berrer hatte bereits am Vortag den Sereth zwischen Trembowla und Ostrów überschritten, jetzt warf ihm General Balujew seine Reserve, die 151. Division, entgegen. Die deutsche 42. Division, am Südflügel der Gruppe Berrer angesetzt, forcierte das linke Serethufer und drängte an diesem Tag die Russen nördlich von Trembowla über die Bahnlinie zurück.
Das deutsche Beskidenkorps hatte am 25. Juli im Raum südlich von Trembowla starke Vorstöße der Russen abzuwehren und rannte westlich von Budzanow fest. Bei der Gruppe Wilhelmi überschritten Teile der 197. und der 237. Infanterie-Division den Sereth und besetzten Janow. Die Leibhusarenbrigade wurde gegen Czortków angesetzt, um die Bahnlinie nach Buczacz zu unterbinden.
Die deutsche 1. Garde-Division versuchte am 25. Juli morgens noch vergeblich bei Czystylow, den Sereth-Übergang zu erzwingen. Die am rechten Flügel des XXII. Reserve-Korps vorgehende 6. Division stieß aber bereits bei Trembowla über den Sereth vor und gewann die Höhen südöstlich von Tarnopol. Als das russische I. Garde-Korps des Ausweichens des V. Korps an den Gniezna-Abschnitt gewahr wurde, räumte es den Brückenkopf von Tarnopol und überließ die Stadt dem Gegner. Das dem Generalkommando Zloczów (I. A.K.) gesteckte Ziel war erreicht, am nächsten Tage wurden die Höhen nördlich von Tarnopol besetzt und ein Brückenkopf geschaffen.
Am 27. Juli wurde Trembowla genommen und der Gniezna-Abschnitt forciert. Nur der Südflügel der Armeegruppe Winckler folgte der zur Deckung der südlicher noch weiter im Vorgehen stehenden Südarmee noch weiter nach. An der Linie Hleszczawa - Czystylow (nordwestlich Tarnopol) ließ Winckler seinen Vormarsch einstellen.

## Ausklang
Bis zum 28. Juli war die russische 8. und 11. Armee über den Zbrucz bis fast an die Grenze von Bessarabien zurückgedrängt. Am 29. Juli hielt Kerenski im Großen Hauptquartier zu Mogilew eine Besprechung mit den Oberbefehlshabern der Fronten. Drei Tage nach dieser Konferenz wurde der Oberkommandierende General Brussilow am 2. August seines Postens enthoben und durch General Kornilow ersetzt. Am 26. Juli ermannten sich die Russen zur Gegenoffensive und stoppten den Vormarsch der Südarmee in schweren Kämpfen am Sereth. Stark einsetzende Gegenangriffe der rumänischen 2. Armee im Verezker Gebirge bedrohten derweil die Front der k.u.k. 1. Armee in der Moldau.